# Szökőkút

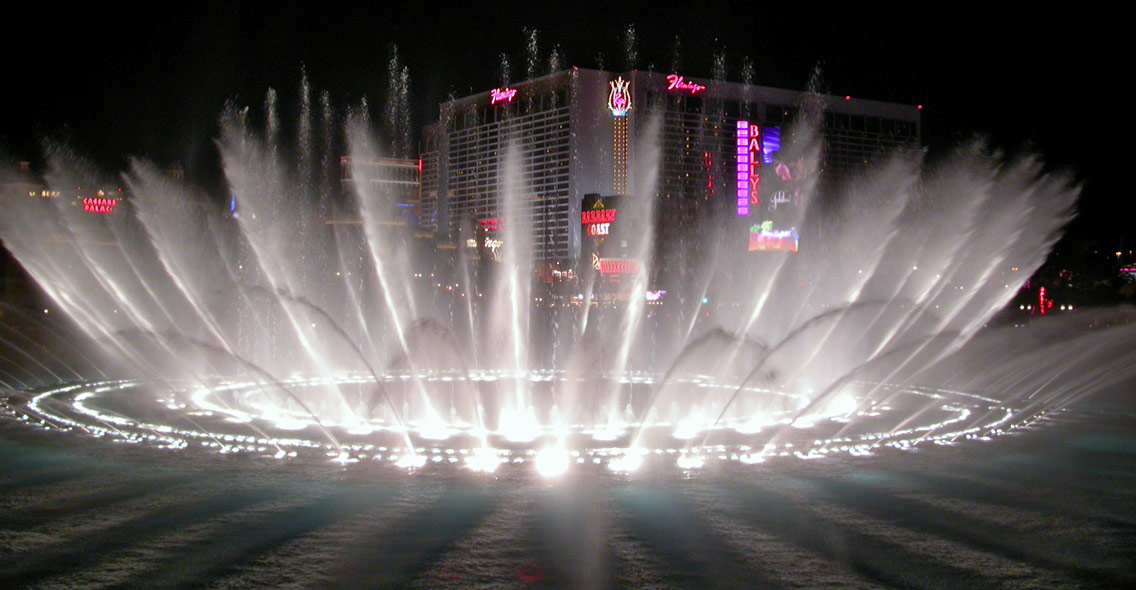
A Bellagio Hotel és Kaszinó előtti szökőkút Las Vegasban

A szökőkút olyan közterületi építmény, amely a vizet egy vagy több sugárban lövelli ki. Elsősorban hűsölésre vagy esztétikai élményre, a víz díszítő, felüdítő jellegére alapítva az ember pihenésére szolgál. Kezdetben a gravitáció erejét használva, magasabbról érkező víz felhasználásával, manapság mesterségesen akár a föld alatti vízvezeték-hálózatból, vagy a kút vizét visszaforgatva is működnek szökőkutak.

## Története
Az első szökőkutakról már az ókorból tudunk: az i. e. 2000-es évekből ismeretes szökőkút-ábrázolás, illetve erről szóló feljegyzés. Ebben az időben a szökőkutakat még elsősorban ivóvíz biztosítására használták, funkciójukat tekintve közkútként működtek. Ezek a kutak még a közlekedőedények elvén működtek: a víztartó magasabban volt elhelyezve, mint a kifolyónyílás, így a víz a gravitáció erejével lövellt ki. A középkorban az arab fürdőkultúra révén elsősorban az iszlám világban terjedt a szökőkutak használata. Európában XIV. Lajos francia király udvarában lett ismét divat, elsősorban főúri kertek, parkok díszítői voltak. A 19. századtól kiépülő vízvezetékek hatására a szökőkutak közkút funkciója lassan megszűnt. Szivattyúkat ugyan a 17. század óta használnak, szökőkutakba épített vízforgatóra azonban csak a vezetékes víz általános elterjedése – és a vízdíj bevezetése – után lett szükség.

## Mai szerepe
Szökőkutakat manapság parkok, kertek díszítésére, pihenésre, szórakoztatásra, a környezet díszítésére építenek. Népszerűek az úgynevezett splash pad (kb. tocsogó) és a spray pool' (kb. spriccmedence) típusú szökőkutak, amelyeket kifejezetten azért építenek, hogy a városok lakói lehűtsék magukat, vagy játsszanak benne. Méltóságteljesebbek a zenélő kutak, ingyenes melyek a vizet a hallható muzsika ütemére spriccelik, esetleg (színes) fényekkel teszik lenyűgözőbbé az előadást – ilyen többek között a Margitszigeti zenélő kút is.
A legmagasabbra kilövellő szökőkút az 1985-ben átadott, a Szaúd-Arábiai, Dzsiddában található Fahd király szökőkút, amely 260 méter magasra képes felszöktetni a vizet.
A vízforgatóval felszerelt szökőkutak többsége – mivel ugyanazt a vizet forgatják hosszú időn keresztül – alkalmatlanok mind ivásra, mind fürdésre, csupán díszítőfunkciójuk van.

## Galéria

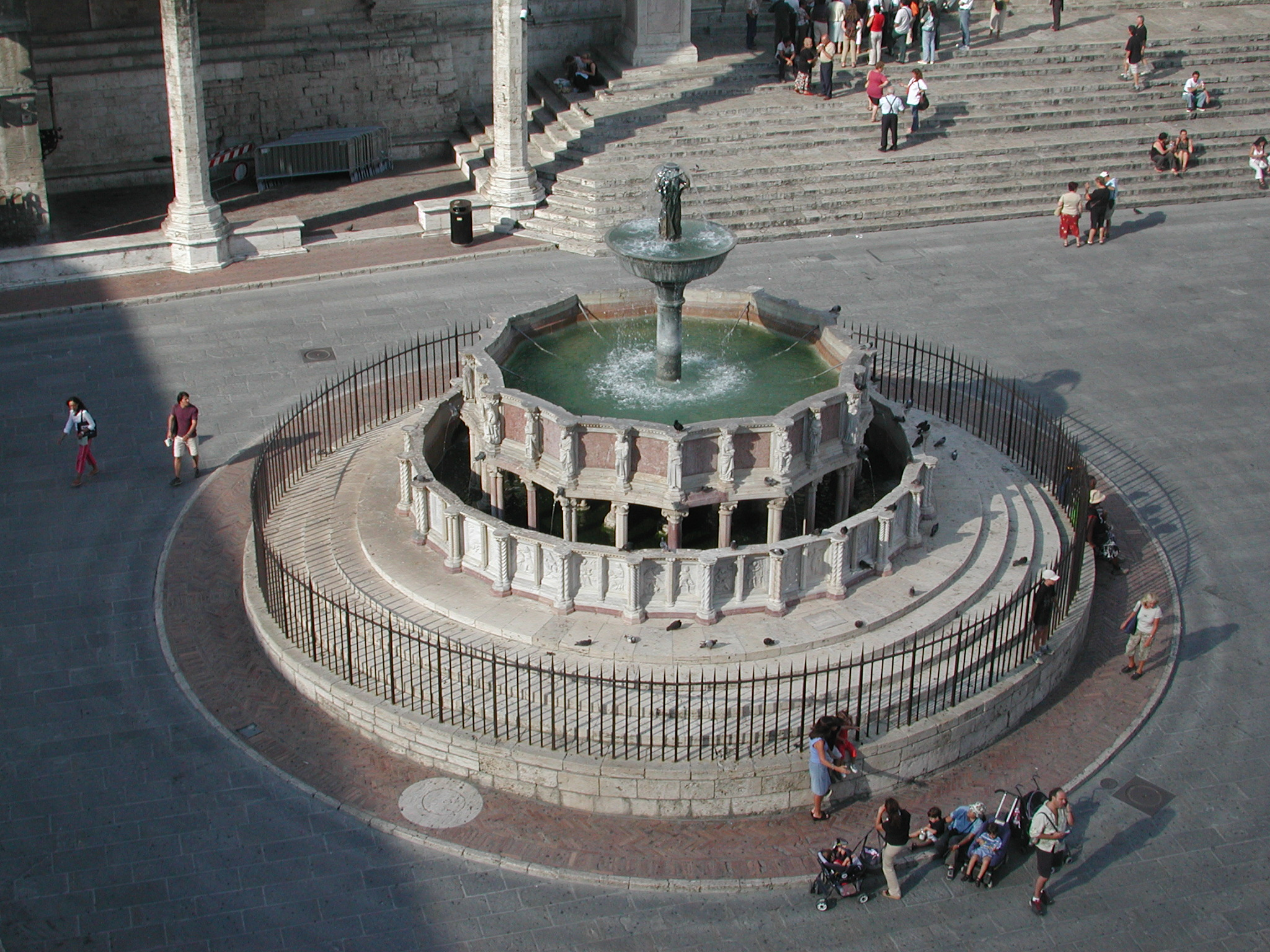
Fontana Maggiore(wd), Perugia
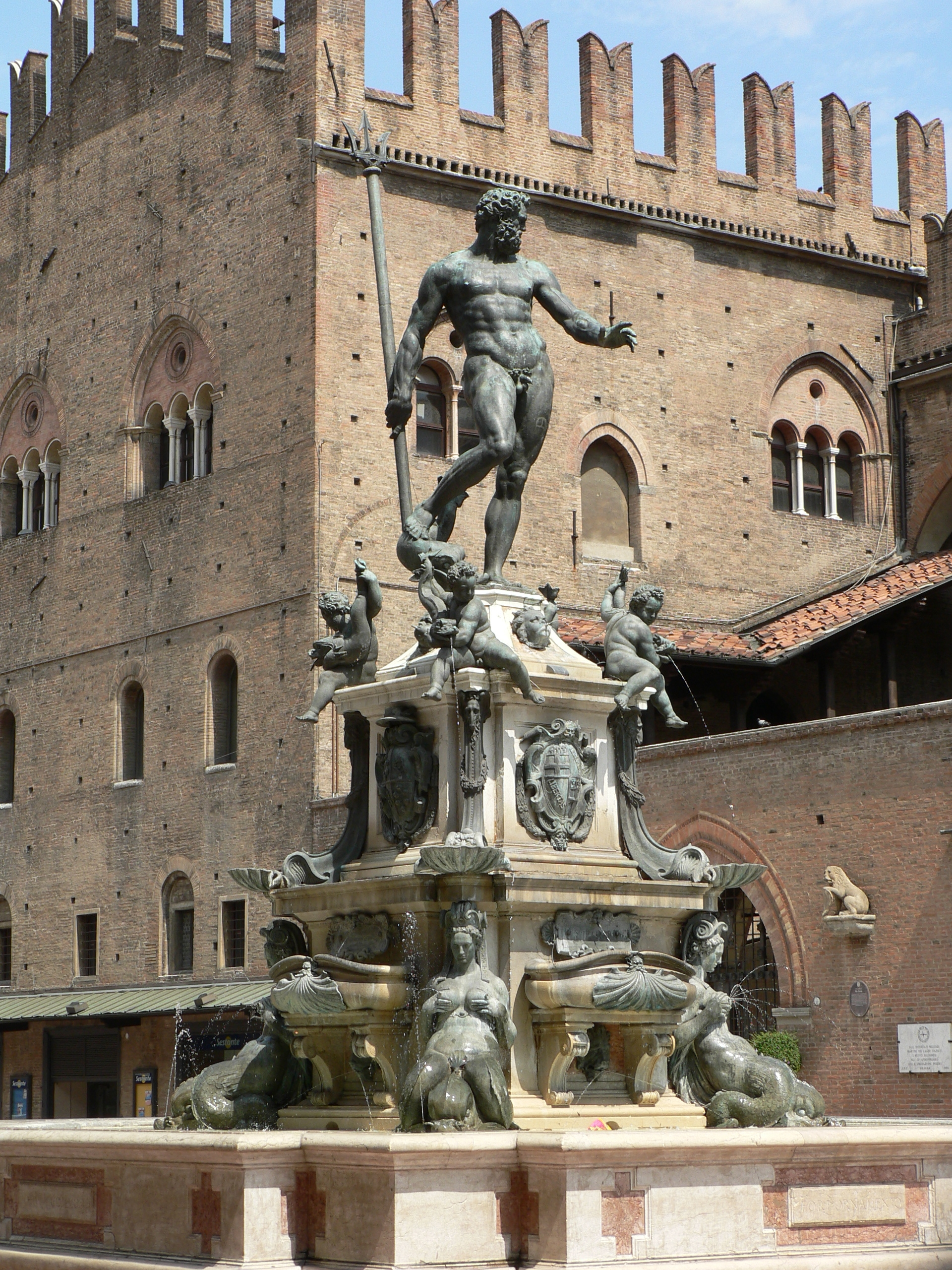
Neptun-kút(wd), Bologna
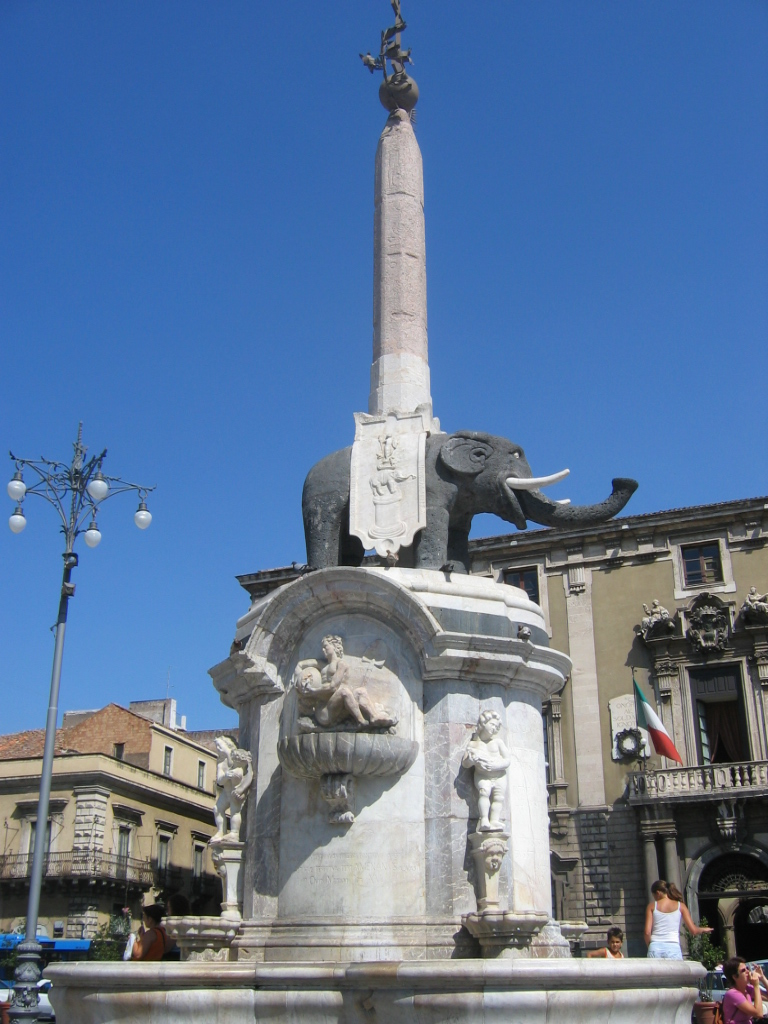
Fontana dell'Elefante(wd), Catania
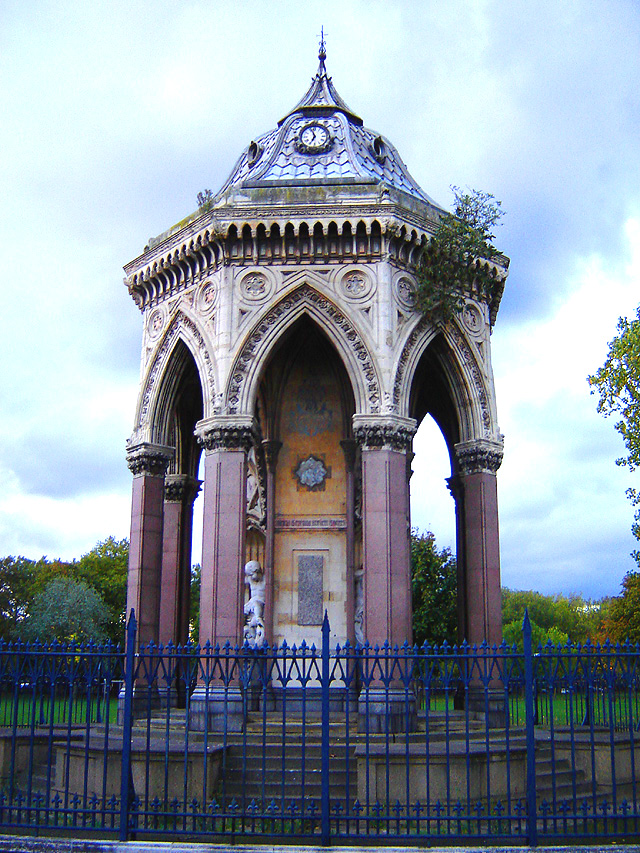
A Victoria Park(wd) szökőkútja, London
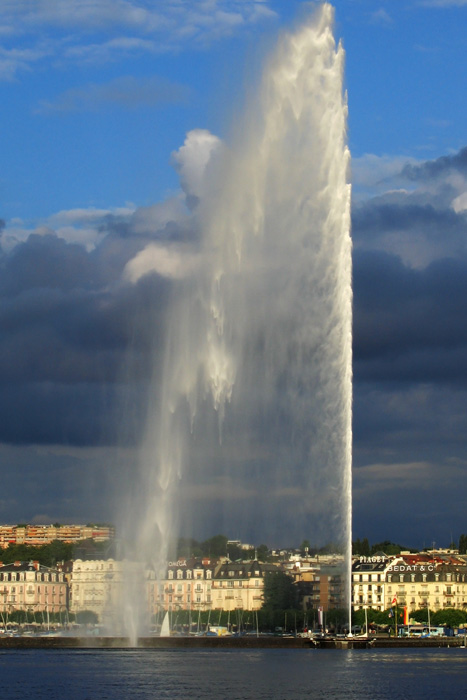
Szökőkút, Genf
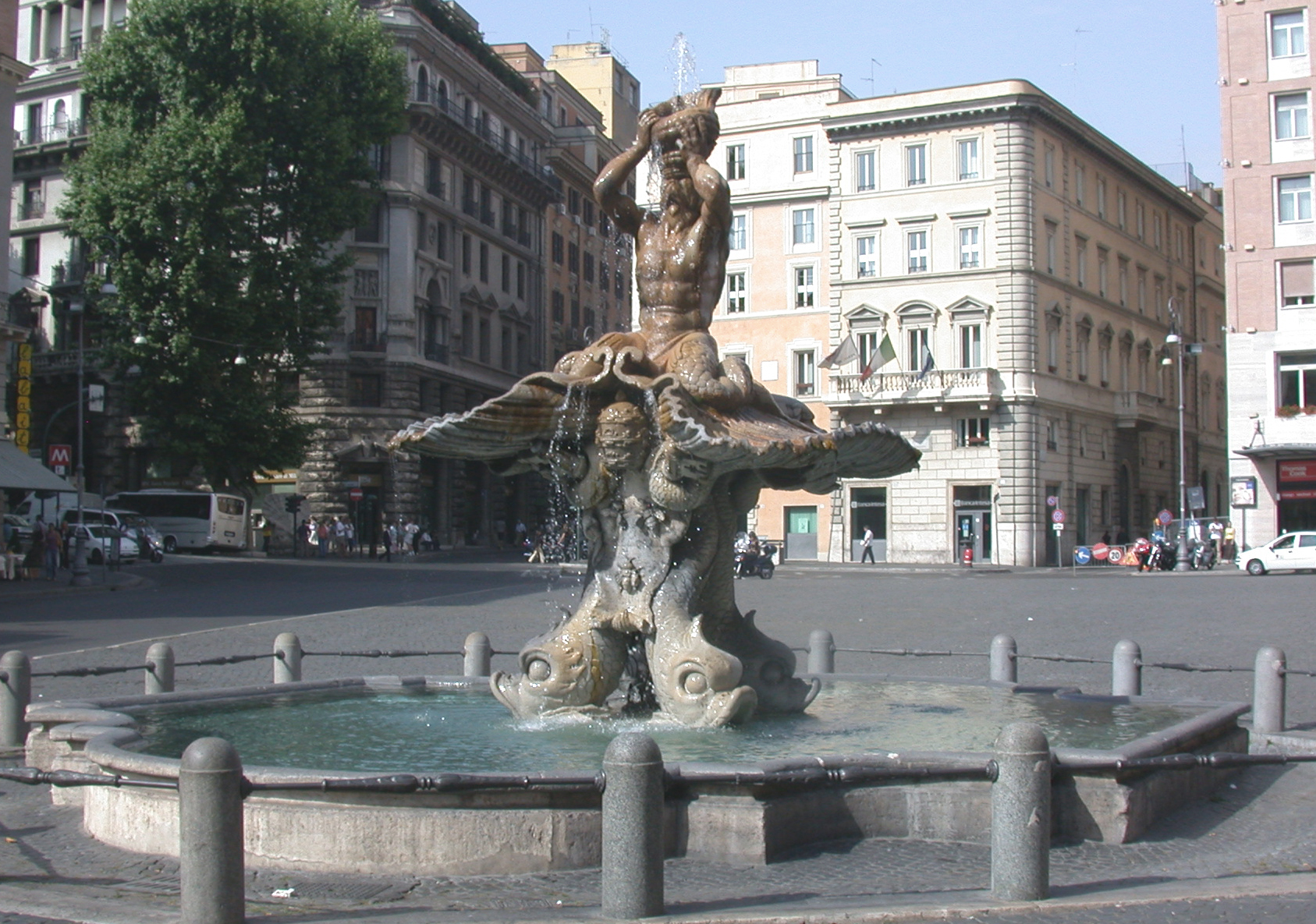
Tritón kútja, Róma
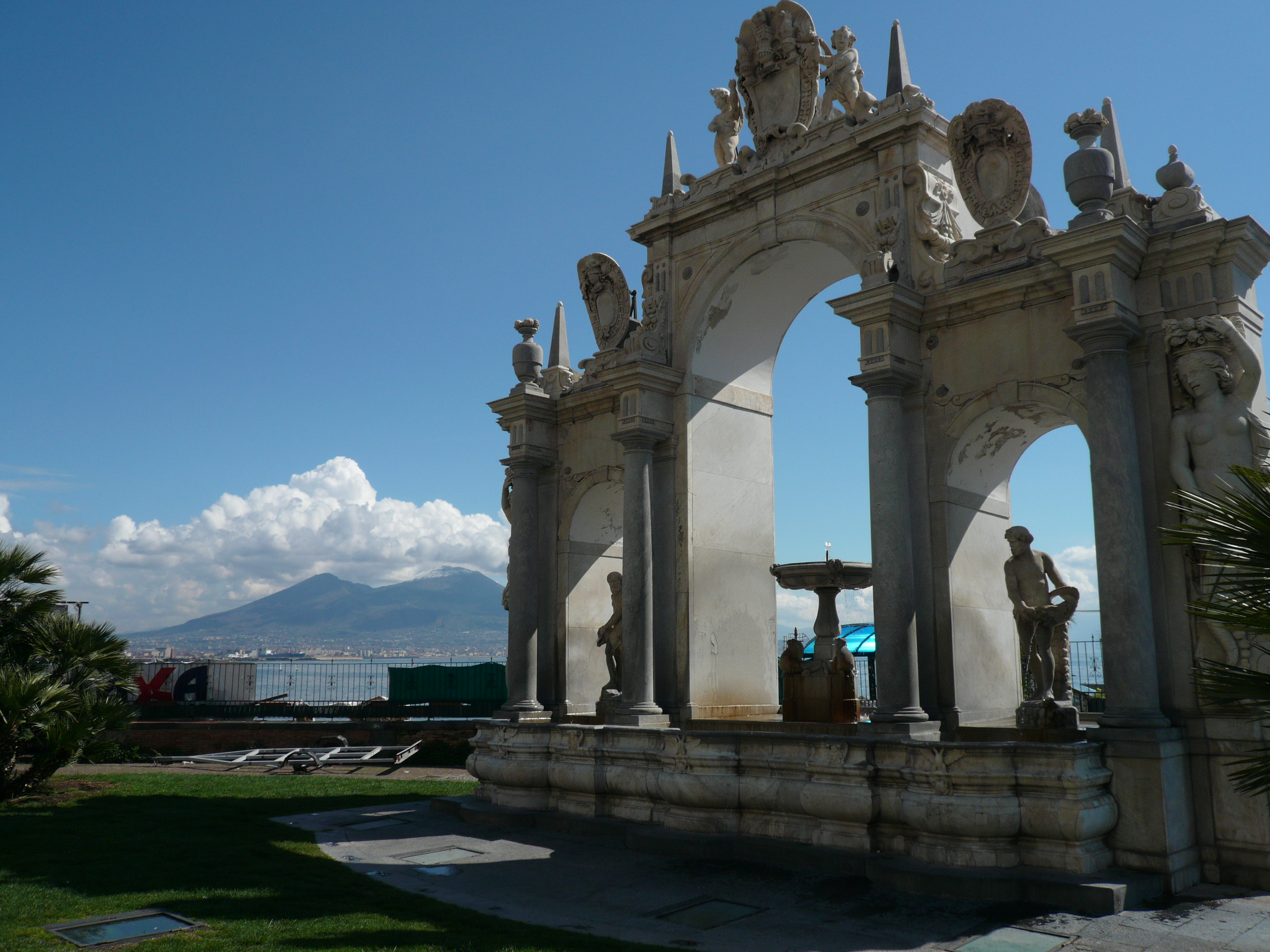
Az Óriás kútja, Nápoly
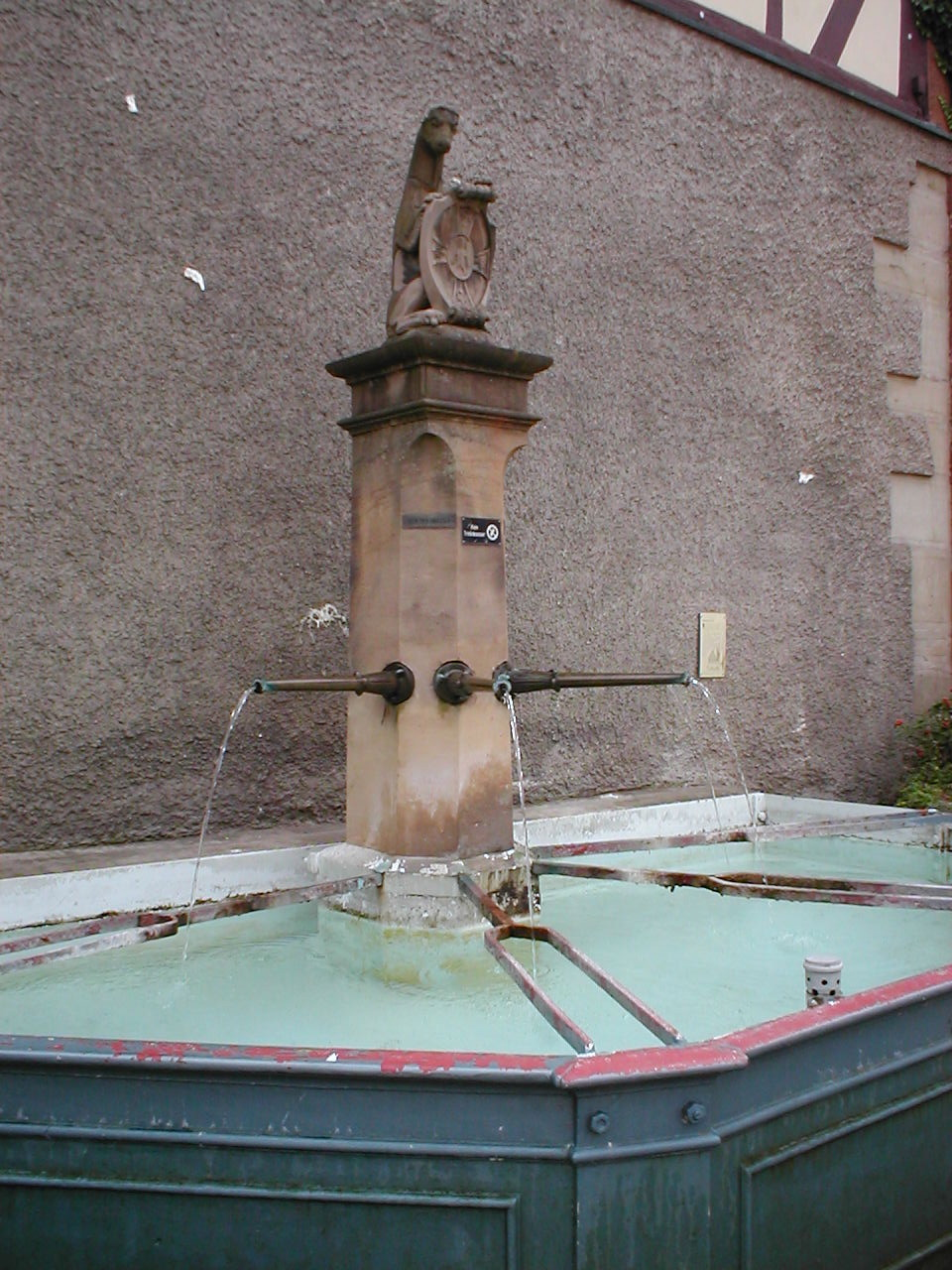
Elegáns városi szökőkút
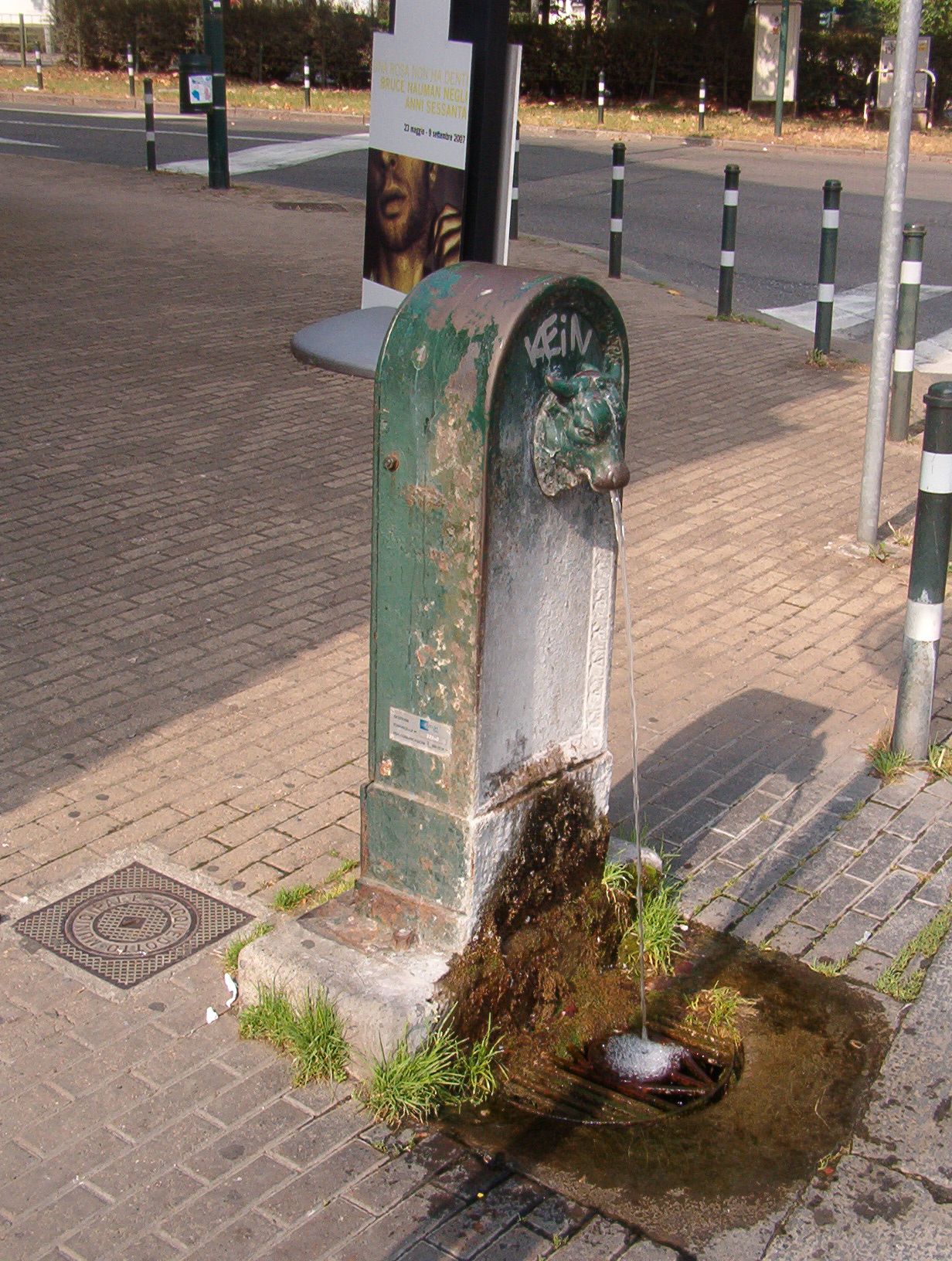
A bika: jellegzetes ivókút Torino utcáin
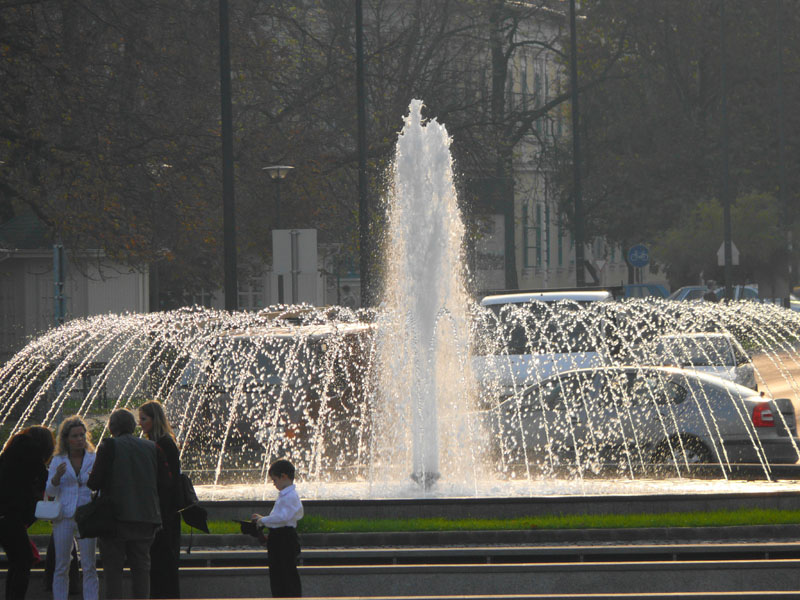
Szökőkút Gyulán 2008-ban